# 30558 Jamesoconnor
30558 Jamesoconnor este un asteroid din centura principală de asteroizi.

## Descriere
30558 Jamesoconnor este un asteroid din centura principală de asteroizi. A fost descoperit pe 16 iulie 2001 la Stația Anderson Mesa în cadrul programului LONEOS. Asteroidul prezintă o orbită caracterizată de o semiaxă mare de 2,22 ua, o excentricitate de 0,21 și o înclinație de 6,5° în raport cu ecliptica.